# Gona
Gona je paleoantropologická výzkumná oblast v Afarsku v Etiopii. Je známá především pro svá archeologická naleziště a objevy fosilií homininů z pozdního miocénu, raného pliocénu a raného pleistocénu. Byly zde objeveny fosilie rodu Ardipithecus a druhu Homo erectus. Mezi dva nejvýznamnější nálezy v této oblasti patří postkraniální kostra Ardipithecus ramidus a v podstatě kompletní pánev Homo erectus. Přestože již byly nalezeny oldovanské artefakty staršího původu, než byly datovány nálezy z Gony, byly tyto nálezy nezbytné pro archeologické chápání Oldovanu. Archeologické nálezy datované do acheuléenu pomohly archeologům pochopit počátky této industrie.

## Historie
Paleoantropologický zájem o lokalitu začal poté, co francouzský geolog Maurice Taieb na konci 60. let 20. století provedl geologický průzkum Afraského riftu. Tento počáteční výzkum vedl k archeologickému průzkumu oblasti kolem řeky Kada Gona. Během něho byla objevena ložiska s artefakty. K prvnímu výkopu došlo v roce 1976 v západní části oblasti Gona, která byla pojmenována jako WG1. Na počátku 80. let 20. století schválila etiopská vláda moratorium na archeologické terénní práce. V roce 1987 nově vzniklá Etiopská lidově demokratická republika umožnila obnovení archeologických terénních prací. Díky tomuto rozhodnutí mohl Selshi Semaw provést svůj první průzkum archeologických nalezišť v Goně. Následně Semaw zahájil Paleoantropologický výzkumný projekt Gona.
První systematické vykopávky lokality Gona proběhly v letech 1992 až 1994. Dvě místa, East Gona 10 (EG-10) a East Gona 12 (EG-12) poskytla vysokou hustotu artefaktů připisovaných oldovanské kamenné industrii. Artefakty z těchto lokalit byly datovány pomocí radioaktivního datování a magnetostratigrafie do období před 2,6 miliony let.
Po několika letech po zveřejnění nálezů z prvních vykopávek, Semaw a jeho kolegové pospali dvě nová místa, Ounda Gona South 6 (OSG-6) a Ounda Gona South 7 (OSG-7) datovaná do období před 2,6 miliony let. Tato dvě místa jsou důležitá pro pochopení raného oldovanu, protože soubory kamenných nástrojů byly spojeny s fosilizovanými zvířecími kostmi s řeznými stopami na jejich povrchu. V době, kdy zde probíhaly výzkumy, bylo k dispozici velmi málo archeologických důkazů, které by potvrzovaly teorii mnoha archeologů, že hominini používali rané oldovanské kamenné nástroje pro zpracování zvířecích těl, aby z nich získali maso.
Po mnoho let tak byla Gona známá jako místo s nejstaršími oldovanskými artefakty. V roce 2019 však byly zveřejněny výsledky z vykopávek v lokalitě Bokol-Dora 1 v oblasti Ledi-Geraru v etiopském údolí Lower Awash. Při těchto vykopávkách byly nalezeny oldovanské artefakty, které byly datovány do období před 2,61 až 2,58 miliony lety. Nicméně je toto datování kontroverzní. V roce 2023 zpráva z vykopávek v Nyayanga v Keni na poloostrově Homa uváděla nález oldovanských artefaktů v sedimentu datovaném do období před 3,032 až 2,581 miliony lety. Díky těmto nálezům archeologové již nepovažují naleziště v Goně za nejstarší doložený nález oldovanské industrie. I přesto však jsou artefakty z Gony pro pochopení chování homininů klíčové.

## Geografie
Paleoantropologický výzkumný projekt Gona zaujímá oblast o 500 km2. Rozkládá se v oblasti badlands v západo-centrální části Etiopie, v Afarsku. Nejjižnější hranicí oblasti je řeka Asbole. Na východě Gona navazuje na Hadar. Nejzápadnější hranici tvoří Západní etiopský sráz. V oblasti Gona je pět hlavních přítoků řeky Awaš, od nejsevernějšího po nejjižnější jsou to Kada Gona, Ounda Gona, Dana Aoule, Busidima a Asbole. Většina lokalit v Goně se nachází v blízkosti těchto pěti řek, takže mnoho lokalit výzkumného projektu je pojmenováno podle říčního toku. Například lokality jižně od Ounda Gona se nazývají Ounda Gona South (OGS), za nimiž následuje číslo lokality. 

## Paleoantropologie
Fosilie homininů z Gony jsou paleoantropology používány k studiu evoluce člověka v pozdním miocénu, raném pliocénu a raném pleistocénu.

### Ardipithecus
Výzkumníci shromáždili několik fosilních zubů připisovaných rodu Ardipithecus kadabba nalezených na dvou různých lokalitách. Fosilie byly datovány pomocí jejich stratigrafického umístění v rámci souvrství Adu-Asa které se datuje do miocénu. Z jedné lokality jsou fosilie staré přibližně 5,4 milion let, z druhé lokality přibližně 6,3 milionu let. Stáří těchto zubů je zařazuje do časového rámce speciace šimpanzů a linie Homo. Při jejich analýze vědci zjistili rysy spojené se vzorem v dentici pozdějších homininů. Tato pozorování pomáhají rekonstruovat klíčovou dobu evoluce homininů, pro kterou je k dispozici velmi málo důkazů.
Fosilie rodu Ardipithecus ramidus byly shromážděny ze sedimentů raného pliocénu na několika lokalitách. Fosilie byly datovány pomocí zavedené geochronologie pro oblast projektu, argon-argonovým datováním. Časový rozsah těchto fosilií je zařazuje do období 4,8 až 4,32 milionu let. Většina těchto fosilií jsou pouze fragmenty, které nepatří jednomu jedinci. Jsou to izolované zuby, části maxily, mandibuly a postkraniálních kostí z rukou, nohou a bérce. Lokalita Gona Western Margin 67 je jedinečná v tom, že vědci zde nalezené fosilie přisuzují jednomu jedinci. Tuto domněnku podporuje skutečnost, že žádná z kostí není duplicitní a velikost prvků i úroveň jejich zachování je konzistentní. Většina shromážděných částí kostry pochází z chodidel a nohou. Jednou z hlavních otázek, které se paleoantropologové snaží vyřešit, je evoluce bipedie. Ardipithecus ramidus má částečně končetiny vyvinuté pro chůzi po dvou nohách, ale zachovává si mnoho charakteristických rysů pro stromový způsob života.

### Homo erectus
Badatelé zde také našli fosilie Homo erectus. Na lokalitě Busidima North 49 (BSN49) našli paleoantropologové bederní obratel dospělé ženy a téměř kompletní pánev. Geologové využili akumulace sedimentů, aby zúžili datování. Fosilie je pravděpodobně z doby před 1,4 až 0,9 miliony let. Tato fosilie je významná pro paleoantropologický výzkum, protože existuje jen velmi málo pánevních fosilií H. erectus a tato pánev je v podstatě kompletní. V lidské evoluci existuje specifická výzkumná otázka známá jako porodnické dilema. Otázkou je, kdy se ženská pánev adaptovala, aby se přizpůsobila velké velikosti hlavy novorozence. Ta se zvětšovala vlivem zvětšování mozku během evoluce člověka. Před objevem a analýzou této fosilie se paleoantropologové domnívali, že člověk vzpřímený neměl ještě modifikace v pánvi, které by odpovídaly větší velkosti mozku jejich dětí. Tento závěr však byl založen na odhadu tvaru porodního kanálu z fosilie turkanského chlapce, protože jiná v té době nebyla k dispozici. Simpson a jeho kolegové byli schopni popsat specifické modifikace v pánvi z Gony související se změnou velikosti a tvaru porodního kanállu u moderních lidí, což prokázalo, že H. erectus skutečně měl adaptace v anatomii své pánve pro porod potomků s větším mozkem.
Dvě další fosilie H. erectus byly části lebky nalezené na různých lokalitách. Časnější lokalita, Dana Aoule North 5 (DAN5), je datována mezi 1,6 až 1,5 milionu let. Lokalita Busidima North 12 (BSN12) je mladší. Datuje se do doby před 1,26 miliony let. Lebka z DAN5 byla malá s jemnějšími rysy. Naopak lebka z BSN12 byla robustnější a větší. Zpočátku vědci navrhovali, že rozdíly vyplývají z pohlavního dimorfismu a že menší lebka byla žena. Ale další výzkum tato tvrzení nepotvrdil. V tomto případě se badatelé domnívali, že rozdíly ve velikosti a tvaru obou lebek souvisely s expanzí velikosti mozku H. erectus v průběhu času, a nikoliv z důvodu pohlavního dimorfismu.

## Geologie

### Geologické uspořádání
Paleoantropologický výzkumný projekt Gona se nachází v Afarské pánvi, geologické prohlubni vytvořené aktivní kontinentální riftovou zónou zvanou Východoafrický rift. Jedná se o klasickou riftovou pánev vytvořenou riftovou a vulkanickou činností. Zlom As Duma je hlavním geologickým prvkem v oblasti projektu. Nejvíce sopečné aktivity vykazuje formace Adu-asa a v jejích sedimentech dominují vulkanické horniny. Formace Sangatole a Hadar mají sníženou úroveň vulkanické aktivity a zvýšení rychlosti sedimentace. Formace Busidima vykazuje pokles sedimentace a nese důkazy o drenážním systému a velké řece. Sedimentace skončila po období 0,16 milinu let, kdy oblast prořízla řeka Awaš. Zářez řeky vytvořil badlands, které charakterizují dnešní oblast výzkumu.

### Geochronologie
Geologické formace Gony pokrývají posledních 6,4 milionů let. Data archeologických nalezišť a zkamenělin z Gony se opírají o zavedenou geochronologii a podrobnou stratigrafii oblasti výzkumného projektu. Geologové použili k datování tefrostratigrafii, paleomagnetické datování a argon-argonové datování.
| Geologická formace | Datace (miliony let) |
| ------------------ | -------------------- |
| Formace Busidima   | 2,7 až méně než 0,15 |
| Formace Hadar      | 3,9 až 2,9           |
| Formace Sagantole  | 5,2 až 3,9           |
| Formace Adu-asa    | 6,4 až 5,2           |

## Archeologie

### Oldovanská industrie
Oldovanská industrie z Gony hraje významnou roli ve výzkumu oldovanské technologie a chování výrobců těchto nástrojů. Technologické chování popisuje akce související s výrobou a používáním konkrétní technologie, jako jsou oldovanské artefakty. Opracování se řídí principy konchoidálního lomu. K odlupování je třeba přistupovat specifickým způsobem, aby se dosáhlo požadovaného výsledku při výrobě nástrojů. Požadovaným výsledkem oldovanské kamenné industrie bylo vytvoření ostrého břitu. Výrobce nástrojů musel učinit řadu technických rozhodnutí, aby během výroby dosáhl ostrého břitu. Potřeboval vybrat vhodnou surovinu se strukturou vhodnou pro konchoidální lom. Zvolil i speciální techniku, což byly ve většině případů údery tvrdým kladivem. Musel použít i specifickou redukční strategii, která je vzorem toho, jak zredukovat jádro, aby vytvořilo úštěpy. Archeologové se o tyto možnosti zajímají, protože pohled na variace v těchto možnostech umožňuje výzkumníkům tvořit závěry o tom, proč k této variaci dochází. Tento typ archeologického výzkumu se snaží pochopení vztah mezi používáním nástrojů a biologickou evolucí homininů.
Použití výrobních možností homininů k pokusu a pochopení otázek vyššího řádu o evoluci člověka vyžaduje kvalifikovat tyto volby jako záměrné chování. Archeologové v této oblasti široce uznávají, že oldovanští hominini vybírali specifické suroviny. Pliocenní archeologické naleziště v Goně poskytuje příklad této selektivity. Oldovanská archeologická naleziště v Goně jsou všechna úzce spojena s paleo řekou Awaš, což naznačuje, že hominini se nevyskytovali mimo její záplavovou oblast, alespoň pro aktivity, které zanechávají archeologické stopy. Když Stout a jeho kolegové porovnávali říční valouny na archeologických nalezištích se soubory z těchto lokalit, zjistili, že časní oldovanští výrobci nástrojů přednostně používali horniny s vlastnostmi, které je činily ideálními pro výrobu úštěpů. Stout a jeho kolegové tuto skutečnost využili k tomu, aby argumentovali, že hominini v oldovanu byli zdatní v zapojení se do technologického chování a znalí vlastností kamene, které byly nezbytné k vytvoření požadovaného výsledku. Dále naznačili, že materiálová selektivita byla přítomna dokonce i v některých z nejčasnějších příkladů oldovanu.

#### Variace v čase

##### Před oldovanem
Archeologický záznam od prvních zdokumentovaných případů oldovanu před asi 2,6 miliony let až do období před přibližně 2 miliony let je velmi nejednotný. Nedostatek raných oldovanských lokalit platil především v polovině 90. let 20. století, kdy jej Semaw poprvé vykopal právě v Goně. Nejednotná povaha záznamu během tohoto období vedla některé archeology na konci 20. a počátku 21. století k tomu, že navrhli rozlišování oldovanských artefaktů na dobu před 2 miliony let a na dobu od 2 milionů let. Tito stejní vědci obecně označovali místa starší 2 milionů let jako předoldovanská. Archeolog Mzalendo Kibunjia byl jedním ze zastánců této hypotézy. Kibunjia vytvořil industriální komplex Omo, aby zahrnoval archeologická naleziště z tohoto období. Primárním rysem tohoto komplexu měl být nižší stupeň dovedností zpracování kamene. Semaw však s tímto konceptem nesouhlasil. Když poprvé popsal soubor z East Gona 10 a East Gona 12, poznamenal, že žádný z nástrojů ani jejich vlastností nevybočuje z normy nálezů z jiných oldovanských souborů z pozdější doby. Tvrdil, že hominini, kteří vyrobili nástroje nalezené na těchto dvou lokalitách, byli zdatní ve výrobě úštěpů a chápali základní principy lomové mechaniky. Jeho závěry byly založeny na více než 3000 artefaktech shromážděných na těchto lokalitách. Semaw tvrdil, že nálezová situace naznačuje "technologickou stagnaci" v oldovanu. Jinými slovy, technologické chování zůstávalo podobné, navzdory menším odchylkám. Avšak později se Semaw i jeho spolupracovníci od této charakterizace oldovanu vzdálili. Časem zapadla i myšlenka předoldovanu.

##### Evoluce rané kamenné technologie
Objev souboru v Lomekwi a Bokol Dora 1 v Ledi-Geraru otevřel další otázky a debaty o povaze variací v kamenné technologii během jejích prvních výskytů v archeologických záznamech. Ve svém popisu souboru z Bokol Dora 1 (BD1) Braun navrhl, že artefakty z této lokality mohou být o něco méně sofistikované než nejstarší soubor z Gony. Toto tvrzení naznačuje trend postupných změn v čase. Nicméně není jisté, zda je čas důvodem pozorovaných rozdílů, protože je možné, že mělo vliv mnoho dalších faktorů. Objev z Lomekwi, datovaný do období před 3,3 miliony let, ještě více zkomplikoval debatu o prvních příkladech kamenné industrie. Významná časová prodleva mezi Lomekwi 3 a vznikem oldovanu způsobila u některých archeologů skepsi. Flicker a Key však zjistili, že statisticky neexistuje žádná podpora pro hypotézu, že lomekwian a oldovan jsou výsledky technologické konvergence. Jejich analýza naznačuje, že oldovan a lomekwian by měly být považovány za příbuzné, pokud nelze provést další rozlišení na základě technologických atributů.

##### Debata o kumulativní kultuře
Další oblastí ve výzkumu paleolitické archeologie, která má velký význam pro pochopení evoluce člověka a jeho chování, je původ lidské kultury. Lidská kultura je kumulativní. Kulturní tradice procházejí mnoha generacemi a postupem času dochází k inovacím. Rozvoj kumulativní kultury byl základní složkou expanze mozku homininů. Mozky homininů, kteří používali oldovanskou kamennou industrii, byly mnohem menší, že mozky moderních lidí.
Badatelé, kteří zastávají názor, že oldovanská kamenná industrie není kumulativní kultura, zdůrazňují kontinuitu oldovanského technologického chování v průběhu času. Pokud by oldovan byl kumulativní kulturou, dalo by se očekávat, že časem dojde k nějaké změně. Proto existují lepší vysvětlení pro variace v oldovanské industrii. Tvrdí, že kvůli nedostatku inovací typ sociální učení, který zde probíhá, neumožňuje přenos nových řešení. Přenositelné jsou pouze takové formy chování, které si hominin dokáže nezávisle osvojit. Jsou přenositelné, protože existují v rámci toho, co Tennie a kolegové nazývají "zónou latentních řešení". Tennie a jeho spolupracovníci vyvinuli tento koncept poté, co studovali sociální chování primátů. Latentní řešení jsou součástí behaviorálního repertoáru jednotlivce, protože nacházejí svůj základ v interakcích mezi biologií a prostředím. Za správných okolností může každý jednotlivec přiměřeně znovu vymyslet tyto činnosti. Mechanismy sociálního učení umožňují homininům přenášet chování. Toto chování však není nové, takže nevyžaduje věci, které jednotlivec neumí samostatně. Variace je pravděpodobnější výsledek znovuobjevení, nikoli kumulativní kultury.
Jiní archeologové se domnívají, že oldovan sehrál roli ve vývoji kumulativní kultury. Stout a jeho kolegové vidí kulturní evoluci jako pomalý a postupný proces. Navrhli následující scénář, jak by kumulativní kultura mohla vzniknout. Podle jejich názoru je opracování kamene obtížné, dokonce i pro moderní lidi. Opracování kamene má řadu pravidel, ale jejich použití je velmi flexibilní. Zdokonalit se v opracování kamene trvá dlouho, vyžaduje to hodně cviku a obvykle nějakou formu napodobování nebo výuky v kontextu moderního člověka. Pro oldovanské výrobce, kteří měli ve srovnání s moderními lidmi omezené kognitivní schopnosti a motoricko-percepční dovednosti, bylo získání dobrého materiálu pravděpodobně blízko nebo na hranici jejich limitu pro zapojení se do tohoto kognitivně náročného úkolu. Ale bylo pro ně životně důležité, aby se zdokonalili v opracování kamene, protože kamenné nástroje jim umožnily přístup ke zdrojům, ke kterým by jinak přístup neměli. Protože přístup k těmto zdrojům byl zásadní, ale výroba nástrojů byla obtížná, hominini se pravděpodobně vzájemně podporovali při získávání těchto dovedností. Sociální opora potřebná k tomu, abychom se naučili otloukat kámen, vytvořila prostředí se selektivním tlakem na kognitivní, motorické a percepční adaptace, což usnadnilo sociální učení. Tyto úpravy by tak zvýšily jejich schopnosti. Jak se jejich schopnosti zvyšovaly, stali by se flexibilnějšími a inovativnějšími Nakonec by to vedlo k moderní lidské kultuře.
Stout a jeho kolegové vytvořili tuto hypotézu tím, že se podívali na technologické variace v oldovanské industrii z různých lokalit v Goně a pokusili se určit, co mohlo způsobit zjištěné rozdíly. Když se podívali na různé soubory, viděli, že jediná věc, která se lokalitu od lokality lišila, byla strategie redukce. Mohlo to souviset s biologií, možná různé druhy používaly různé vzory. Nebo mohl být důvod environmentální, kdy jeden způsob funguje lépe ve specifickém prostředí než jiný. Pomocí řady statistických testů zjistili, že udržování obou strategií je stejně náročné. Proto bylo nepravděpodobné, že by kognitivní rozdíly mezi skupinami byly důvodem k vidění různých vzorců. Provedli také několik experimentů, kde vytvořili repliky souborů, aby věděli, zda mají rozdílné výhody. Zjistili, že nikoliv. Stout a jeho kolegové tvrdí, že je to důkaz, že oldovanští výrobci nástrojů okopírovali specifické metody od členů své skupiny.

### Vznik Acheuléenu
Nálezy z Gony řadící se k acheuléenu přispěly k diskuzi o jeho vzniku. Dvě místa, DAN5 a OGS-12 jsou datována do období mezi 1,6 a 1,5 miliony lety. Jsou jen o málo mladší než nejstarší zdokumentované výskyty acheuléenu v Konsu v Etiopii a v Kokiselei v Keni, které se datují přibližně do období před 1,75 miliony let. Semaw a jeho spolupracovníci si všimli podobnosti mezi velkými řeznými nástroji z DAN5 a nástroji z Konsa a Kokiselei. Avšak objevili mezi nimi i určité rozdíly. Hlavní rozdíl, který Semaw zdůrazňuje, je ten, že velké řezné nástroje jsou v Goně vyrobeny z říčních valounů, zatímco v Konsu používali výrobci velké úštěpové polotovary. Semaw naznačuje, že rozdíl v surovinách měl za následek další variace mezi soubory aucheléenské industrie, zejména v jejich zpracování. Artefakty z DAN5 jsou bifaciální, tedy opracované ze dvou stran, zatímco z lokality Konso jsou převážně unifaciální, tedy opracované pouze z jedné strany.